# Anolis simmonsi
Anolis simmonsi е вид влечуго от семейство Dactyloidae.

## Разпространение
Видът е разпространен в Мексико.